# Ferry Dougo
Die Ferry Dougo (japanisch フェリーどうご; auch Ferry Dogo geschrieben) ist ein 2016 in Dienst gestelltes Fährschiff der japanischen Reederei Ocean Tokyu Ferry. Sie steht auf der Strecke von Tokio nach Tokushima und Kitakyūshū im Einsatz.

## Geschichte
Die Ferry Dougo wurde 2015 unter der Baunummer 735 in der Werft von Saiki Heavy Industries in Saiki auf Kiel gelegt und lief am 12. Februar 2016 vom Stapel. Nach der Übergabe an Ocean Tokyu Ferry am 12. Juli 2016 nahm sie am 17. Juli den Fährdienst zwischen Tokio, Tokushima (über den Fährhafen Okisu) und Kitakyūshū (über den Hafen Shin Moji) auf. Die Fähre hat drei Schwesterschiffe: die Ferry Bizan, die Ferry Shimanto und die Ferry Ritsurin. Der Name Ferry Dougo ist eine Anlehnung an Dōgo Onsen, einen Stadtteil von Matsuyama, der für seine heißen Quellen bekannt ist.
Die bis zu 252 Passagiere an Bord der Ferry Dougo sind in Mehrbett- oder Privatkabinen in verschiedenen Größen untergebracht. Zudem gibt es an Bord barrierefreie Kabinen sowie Kabinen zur Mitnahme von Haustieren. Zur weiteren Ausstattung des Schiffes gehören neben mehreren Sitzbereichen mit Aussichtsplätzen zwei öffentliche Bäder (Sentō), ein Waschraum mit Waschmaschinen und Trocknern, ein Raucherzimmer, ein Kinderspielzimmer, Schließfächer zur Unterbringung von Gepäck oder Wertgegenständen und ein Informationsbüro. Auf dem obersten Deck befindet sich eine Aussichtsplattform. An Bord der Ferry Dougo gibt es keine Restaurants. Passagiere können Speisen wie Bentō-Boxen in an Bord aufgestellten Automaten erwerben und diese dann in einem Bereich mit Mikrowellen und Wasserkochern erwärmen.
Die Überfahrten der Ferry Dougo dauern etwa 14 (von Tokio nach Tokushima) bis 18 Stunden (von Tokushima nach Kitakyūshū/Shin Moji).